# Remind Me
«Remind Me» es el título de una canción coescrita y grabada por el cantante country estadounidense, Brad Paisley, a dúo con la cantante estadounidense country Carrie Underwood. La canción fue lanzada en mayo de 2011 y es el tercer sencillo del álbum de Paisley, This Is Country Music, lanzado el 23 de mayo de 2011. El video de la canción fue estrenado en CMT el 26 de julio de 2011. La canción también fue nombrada "Taste of Country's Song of The Year for 2011."

## Antecedentes y grabación
En una entrevista a Billboard en junio de 2011, Underwood describió a la canción como "la cosa más desorganizada de la que ella ha sido parte" pero añadió "todo salió tan perfecto". Ella y Paisley ya habían hablado sobre grabar un dueto para This Is Country Music pero debido a la falta de coordinación de sus horarios de trabajo no lograron grabar la canción hasta que el álbum ya estuvo listo en diciembre de 2010. El álbum se retrasó y Paisley contactó con Underwood en febrero de 2011, y le envió una cinta con "Remind Me" con Sheryl Crow, cantando la parte femenina. Underwood vio potencial en la canción y viajó desde Los Ángeles a Nashville para encontrarse con Paisley, donde grabaron la canción el 9 de febrero de 2011. Luego del lanzamiento del álbum, Paisley dijo que esperaba que "Remind Me" sea el tercer sencillo del disco.

## Contenido
El tema principal de la canción es una pareja casada buscando re-encender la llama de su relación que una vez tuvieron. Es una canción con un tempo lento y con 69 beats por minuto en F mayor, con un rango vocal de F3 a A5 y un patrón de acordes de F-Dm-C-B-♭.

## Recepción de la crítica
El dueto recibió críticas muy favorables. Dan Milliken de Country Universe le dio a la canción un puntaje de B, diciendo que la canción tiene demasiado potencial pero que "trataron de hacerla como un gran evento". Recibió cinco estrellas de cinco de Billy Dukes de Taste of Country, quien dijo "La interpretación de Underwood es muy fina, y que la de Paisley hace más que suficiente para mantenerle el ritmo". Bobby Peacock de Roughstock le dio a la canción 4.5 estrellas de 5, diciendo que "es muy difícil encontrar una compañía vocal que le siga el ritmo a la voz de Carrie, pero no importa cuánto ella se esfuerze por bajarle el volumen a su voz, su increíble voz deja a Paisley con demasiados límites de rangos. Pero es sólo una pequeña observación, porque, además de eso, es una excelente canción". Zimbo le dio a la canción 5 estrellas de 5, diciendo que "Uno puede sentir la química entre la pareja vocal de esta canción durante toda la canción. La canción está muy bien escrita, y te permite imaginar los recuerdos de los que habla el tema" y también declaró que es un potencial número uno.

## Posicionamiento en las listas
"Remind Me" entró en Hot Country Songs en el número 36 en la semana del 26 de mayo de 2011. El dueto también debutó en el número 59 en el Billboard Hot 100, en la semana del 16 de junio de 2011. Y debutó en el número 78 en el Canadian Hot 100. Vendió más de 42 000 copias digitales en su primera semana. En el número 17, es la canción que más alto llegó en el Hot 100 de Paisley. Hasta enero de 2012, la canción ha vendido más de 1 522 000 copias digitales y fue certificado Platino por la RIAA.
| Listas (2011)                      | Posiciones |
| ---------------------------------- | ---------- |
| Canadá (Canadian Hot 100)          | 33         |
| Estados Unidos (Billboard Hot 100) | 17         |
| Estados Unidos (Hot Country Songs) | 1          |

### Listas de fin de año
| Listas (2011)                | Posiciones |
| ---------------------------- | ---------- |
| US Billboard Hot 100         | 82         |
| US Country Songs (Billboard) | 26         |